# Partito Democratico Fascista
Il Partito Democratico Fascista (PDF) è stato un partito politico fascista italiano attivo in clandestinità nell’immediato dopoguerra, famoso per aver messo in atto il trafugamento della salma di Benito Mussolini a Milano.

## Storia
Il gruppo, guidato da Domenico Leccisi (fondatore insieme a Mauro Rana e Antonio Parozzi), faceva parte di quella galassia di gruppi neofascisti formatisi all'indomani della seconda guerra mondiale: scelse questo nome in riferimento al concetto di democrazia organica, ideato dal fascismo e formalizzato durante la Repubblica Sociale Italiana (RSI), adottando come simbolo il fascio senza la scure.
L'organo d'informazione del Partito Democratico Fascista fu il foglio clandestino Lotta Fascista.

### Gli omicidi della Volante Rossa

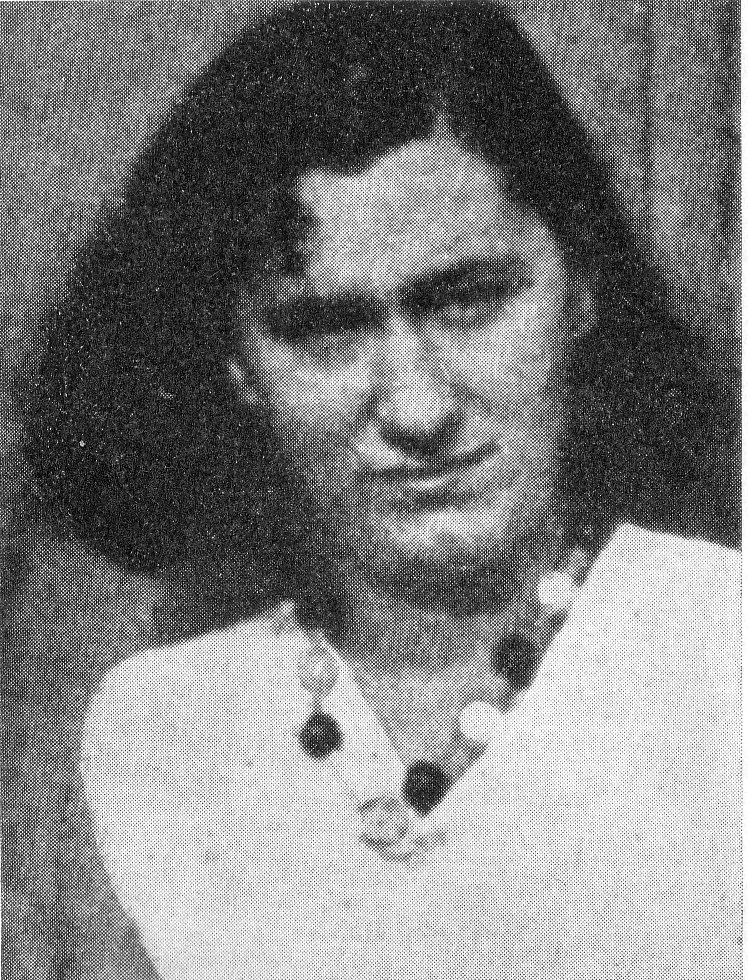
L'ex ausiliaria della Xª Flottiglia MAS Brunilde Tanzi uccisa nel 1947 dalla Volante Rossa

Gli omicidi di fascisti a Milano a opera principalmente della Volante Rossa spinsero questi ultimi a ricompattarsi e a cominciare a prender l'iniziativa e il 5 novembre 1945 i cartelloni del cinema Odeon che pubblicizzavano il film Roma città aperta furono dati alle fiamme. L'azione fu rivendicata dal nuovo Partito Democratico Fascista di Domenico Leccisi. Il 9 dicembre 1946 l'ex ausiliaria Brunilde Tanzi, anch'essa iscritta al Partito Democratico Fascista, riuscì a sostituire un disco durante delle trasmissioni pubblicitarie ottenendo l'effetto di far riecheggiare l'inno fascista Giovinezza su tutta la piazza del Duomo. 
Il 17 gennaio 1947 fu assassinata in via San Protaso nel centro di Milano, e lo stesso giorno fu uccisa Eva Macciacchini, delle Squadre d'Azione Mussolini. Non si scoprirono mai gli autori materiali dell'omicidio delle giovani, ma le modalità richiamano quelle della Volante Rossa.

### Il trafugamento della salma di Mussolini
Il gruppo è ricordato soprattutto perché tra il 27 e il 28 aprile 1946, nel giorno dell'anniversario della morte di Mussolini, s'introdusse nel Cimitero di Musocco trafugandone i resti della salma, lì tumulata in forma anonima.
Ecco come lo stesso Leccisi lo racconta:
Leccisi e i suoi spedirono due lettere, una all'Avanti! e l'altra all'Unità, firmate "Comitato direttivo centrale del Partito Comunista Italiano".
Il 7 maggio decisero di trasportare la salma in un luogo più sicuro: il convento dell'Angelicum a Milano, con la complicità di padre Alberto Parini e padre Enrico Zucca, che, terrorizzati dalla responsabilità che si erano assunti, la trasferirono poi alla Certosa di Pavia.
Il 3 luglio 1946 la questura di Milano annunciò di aver arrestato due trafugatori: il Leccisi e Antonio Parozzi, senza però nessuna traccia della salma. Sembra che il gruppo di Leccisi, dopo averla nascosta, perdette per strada dei frammenti di ossa nei pressi di una villa a Madesimo, ma questo non può corrispondere al vero, dato che si disse che erano negli stivali, ma questi non erano calzati dal cadavere.
Pressato da ambienti ecclesiastici padre Parini si decise a raccontare tutto: il 12 agosto 1946, lui stesso accompagnò il questore di Milano, Agnesina, e il capo dell'ufficio politico, Ancillotti, a recuperare quel che restava delle spoglie.

### Lo scioglimento
Da maggio a settembre furono arrestati una ventina di dirigenti e militanti del partito, tra cui lo stesso Leccisi, smantellando di fatto il partito. L'azione di Leccisi, giovane sconosciuto che agì senza pareri o autorizzazioni da parte degli ex gerarchi, fu accolta con entusiasmo da tutto l'ambiente neofascista .